# Weltkrieg
Als Weltkrieg wird ein Krieg bezeichnet, der durch sein geographisches Ausmaß über mehrere Kontinente und durch den unbegrenzten Einsatz aller verfügbaren strategischen Ressourcen weltweite Bedeutung erlangt oder der im Ergebnis eine grundsätzliche Neuordnung der weltweiten internationalen Beziehungen mit sich bringt.

## Geschichtliche Entwicklung des Begriffs
Der älteste Beleg für die Verwendung des Wortes „Weltkrieg“, den das Grimmsche Wörterbuch zitiert, stammt von 1599, dort in einer älteren Bedeutung „weltlicher Streit, Unfrieden“. Besonders während der napoleonischen Zeit wurde „Weltkrieg“ häufiger verwendet, vermutlich hat Friedrich Ludwig Jahn das Wort in Bezug auf die Befreiungskriege benutzt. In der zweiten Hälfte des 19. Jahrhunderts wurde der Begriff „Zeit des Weltkrieges“ als Bezeichnung der Epoche der napoleonischen Kriege weithin verwendet. Karl Marx benutzte den Begriff, um die internationalen Folgen der von ihm vorhergesagten proletarischen Revolution zu beschreiben: „Revolutionäre Erhebung der französischen Arbeiterklasse, Weltkrieg – das ist die Inhaltsanzeige des Jahres 1849“. Im Rechtschreibduden stand das Wort erstmals im Jahr 1929.

## Zuordnung des Begriffes in moderner Zeit
Heute wird der Begriff „Weltkrieg“ überwiegend mit zwei Kriegen in Verbindung gebracht. Diese sind
- der Erste Weltkrieg (1914–1918) und
- der Zweite Weltkrieg (1939–1945).

Diese beiden Kriege werden auch als „totale Kriege“ bezeichnet. Die Verwendung der Ordnungszahl („Erster“ Weltkrieg) fand als Erstes durch den Offizier und Journalisten Charles à Court Repington (1858–1925) statt. Sein Werk „The First World War 1914–1918. Personal Experiences“ (London: Constable 1920) wurde in der 9. Auflage in einer französischen Übersetzung 1922 zugänglich gemacht. In der Weimarer Republik ist die Ordnungszahl als Erstes durch den Lyriker Stefan George im Gedicht „Einem jungen Führer im Ersten Weltkrieg“ (Bondi Verlag, Berlin Dezember 1921) aufgetaucht. Allgemein gebräuchlich wurde die Verwendung der Ordnungszahl aber erst durch den Zweiten Weltkrieg.

## Weitere Verwendungen des Begriffes
Die Bezeichnung Weltkrieg für einen Krieg fand schon im Vorfeld des Ersten Weltkrieges vielfach Verwendung, als sich ein militärischer Konflikt der Weltmächte unter neuen Dimensionen der Kriegsführung abzeichnete, zum Beispiel bei August Niemann. Spätestens seit den 1880er Jahren war der Begriff für einen zukünftigen Krieg in Gebrauch.
In der wissenschaftlichen Literatur werden
- der Peloponnesische Krieg sowie
- die Punischen Kriege

auch als „antike Weltkriege“ bezeichnet.
Manche Historiker sind der Ansicht, dass man auch
- den Dreißigjährigen Krieg (1618–1648),
- den Spanischen Erbfolgekrieg (1701–1714),
- den Österreichischen Erbfolgekrieg (1740–1748),
- den Siebenjährigen Krieg (1756–1763) und
- die Napoleonischen Kriege (1800–1814)

als „Weltkriege“ betrachten oder bezeichnen könne. Alle Konflikte betrafen die wichtigen Großmächte und wurden bereits in Europa und Amerika bzw. Europa, Amerika und Asien ausgetragen.
Der Erste bzw. der Zweite Weltkrieg wurde und wird gelegentlich auch als „Weltenbrand“ (ein Begriff aus der nordisch-germanischen Mythologie) bezeichnet.
Während des Kalten Krieges wurden das Szenario und die Folgen eines teilweise mit Atomwaffen geführten Dritten Weltkrieges diskutiert.
Der Zweite Kongokrieg (1998–2003) wurde von Politikern und Medien aufgrund der großen Zahl involvierter Staaten mitunter als „Afrikanischer Weltkrieg“ oder ähnlich bezeichnet.
Im Zusammenhang mit dem Krieg gegen den Terror wurde auch das politische Schlagwort Vierter Weltkrieg verwendet.

## Welt-Bürgerkrieg im 20. Jahrhundert
Teilweise werden in Anlehnung an Ernst Noltes Begriff eines „Weltbürgerkriegs der Ideologien“ die Stellvertreterkriege seit 1945, die zusammengenommen gleichfalls viele Millionen Menschenleben kosteten, dem Gesamtszenario eines seit 1914 nicht mehr zur Ruhe gekommenen sogenannten Welt-Bürgerkriegs zugeordnet.
Die internationale Friedensbewegung fordert seit den 1880er Jahren weltweite Abrüstung, internationale Schiedsgerichtsbarkeit und ein effizientes Völkerrecht. Dieser Forderungskatalog ist seit 1917 unter Papst Benedikt XV. auch Bestandteil der katholischen Soziallehre. Der Typus konventioneller Kriege zwischen Nationen hingegen tritt seit 1989 deutlich seltener in Erscheinung.